# 버네사 베이어
버네사 베이어(Vanessa Bayer, 1981년 11월 14일 ~ )는 미국의 배우, 코메디언이다. 2010년부터 2017년까지 《새터데이 나이트 라이브》의 크루로 활동했다.

## 출연 작품
- 더 체이스 포 카레라 (2023) - 태미 역
- DC 리그 오브 슈퍼-펫 (2022) - 피비 역 (목소리)
- 캐리 필비 (2016)
- 오피스 크리스마스 파티 (2016)
- 새터데이 나잇 라이브 40주년 스페셜 (2015)
- 나를 미치게 하는 여자 (2015)